# Jerome Rucki
Jerome Rucki (...) è un produttore cinematografico francese.

## Filmografia
- Un drôle de mémi-mélo (1992)
- La baguette (2004)
- Vigili (Vigiles) (2005)
- Hotel Chevalier (2007)